# Дедов Курган
Дедов Курган (бел. Дзедаў Курган) — посёлок в Потаповском сельсовете Буда-Кошелёвского района Гомельской области Белоруссии.

## География

### Расположение
В 16 км на северо-запад от Буда-Кошелёво, 7 км от железнодорожной станции Забабье (на линии Жлобин — Гомель), 64 км от Гомеля.

## Транспортная сеть
Транспортные связи по просёлочной, затем автомобильной дороге Жлобин — Гомель. Застройка деревянными домами усадебного типа.

## История
Основан в конце XIX века. По переписи 1897 года — фольварк. В 1909 году в Недайскай волости Рогачёвского уезда Могилёвской губернии.
В 1920-х годах велась активная застройка посёлка. В 1930 году организован колхоз «Путь социализма», работала кузница. На фронтах Великой Отечественной войны погибли 22 жителя деревни. В 1959 году в составе хозяйства Буда-Кошелёвского аграрно-технического колледжа (центр — город Буда-Кошелёво).

## Население

### Численность
- 2018 год — 0 жителей.

### Динамика
- 1897 год — 2 двора, 23 жителя (согласно переписи).
- 1909 год — 4 двора, 15 жителей.
- 1959 год — 65 жителей (согласно переписи).
- 2004 год — 1 хозяйство, 1 житель.